# Barbara Enholc-Narzyńska

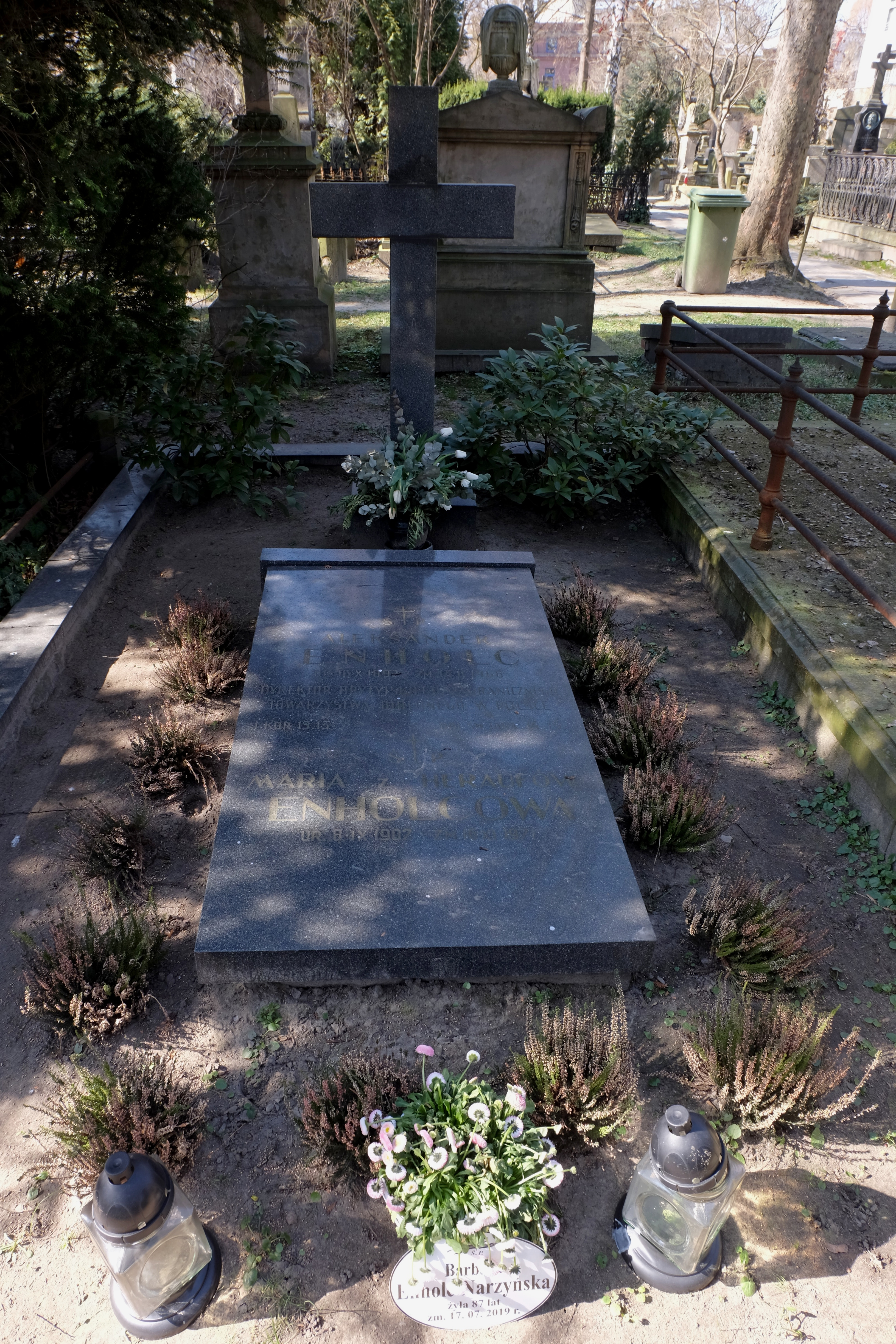
Grób Barbary Enholc-Narzyńskiej oraz jej ojca Aleksandra na cmentarzu ewangelicko-reformowanym w Warszawie

Barbara Janina Enholc-Narzyńska (ur. 26 listopada 1931 w Młochówku, zm. 17 lipca 2019 w Warszawie) – polska działaczka ekumeniczna, w latach 1967–2003 dyrektor Brytyjskiego i Zagranicznego Towarzystwa Biblijnego w Warszawie i następnie Towarzystwa Biblijnego w Polsce,
członkini PRON.

## Życiorys
Była córką Aleksandra Enholca, dyrektora Towarzystwa Biblijnego w Polsce w latach 1920–1967. W 1954 ukończyła studia w zakresie teologii ewangelickiej na Wydziale Teologii Ewangelickiej Uniwersytetu Warszawskiego. Od 1955 była asystentką, od 1960 do 1967 zastępcą dyrektora, a od 1967 do 1990 dyrektorką Brytyjskiego i Zagranicznego Towarzystwa Biblijnego w Warszawie, zaś od 1990 do przejścia na emeryturę w 2003 dyrektorką Towarzystwa Biblijnego w Polsce. W tym czasie staraniem Towarzystwa Biblijnego w Polsce ukazał się między innymi ekumeniczny przekład Pisma Świętego Nowego Testamentu. Była tłumaczką Małej Biblii dla dzieci (wydanej w 1987).
W latach 1976–1989 była przewodniczącą Komisji Kobiet Polskiej Rady Ekumenicznej, reprezentowała także w PRE – Brytyjskie i Zagraniczne Towarzystwo Biblijne w Warszawie, a następnie Towarzystwo Biblijne w Polsce. 
W latach 80. z ramienia PRE była członkinią Patriotycznego Ruchu Odrodzenia Narodowego. W 1985 roku przez Prezydium Komitetu Wykonawczego Rady Krajowej PRON została zgłoszona jako kandydat na posła na krajową listę wyborczą w wyborach parlamentarnych 1985. Odmówiła jednak kandydowania z powodów zdrowotnych, równocześnie pozostając w strukturach PRON.
Jej mężem był bp Janusz Narzyński, w latach 1975–1991 biskup Kościoła Ewangelicko-Augsburskiego w RP.
27 lipca 2019 została pochowana na cmentarzu ewangelicko-reformowanym w Warszawie (kwatera K-2-2).